# Арметрахімово
Арметрахі́мово (рос. Арметрахимово, башк. Әрмет-Рәхим) — присілок у складі Ішимбайського району Башкортостану, Росія. Входить до складу Петровської сільської ради.
Населення — 315 осіб (2010; 328 в 2002).
Національний склад:
- башкири — 95%